# Endonura caeca
Endonura caeca is een springstaartensoort uit de familie van de Neanuridae. De wetenschappelijke naam van de soort is voor het eerst geldig gepubliceerd in 1963 door Gisin.